# Frederick G. Donnan
Frederick George Donnan (6. září 1870, Kolombo, Srí Lanka – 16. prosince 1956, Canterbury) byl irský chemik.

## Práce a život
V roce 1893 spolupracoval s Johannem Adolfem Wislicenusem na univerzitě v Lipsku, v roce 1896 s Wilhelmem Ostwaldem. V letech 1896–1897 spolupracoval s van 't Hoffem v Berlíně a roku 1898 s Williamem Ramsayem na University College London. V roce 1903 se Donnan stal přednášejícím organické chemie na Royal College of Science for Ireland v Dublinu. O rok později se stal profesorem fyzikální chemie na University of Liverpool. V letech 1906–1913 byl ředitelem Muspratt laboratoří. V letech 1913–1937 řídil University College London.
Je považován za zakladatele fyzikální chemie v Anglii. Významně přispěl v oblastech koloidní chemie a osmotického tlaku.